# 徐秀熙
徐秀熙（韓語：서수희，1998年06月04日—），韓國女演員。

## 演出作品

### 劇集
| 年份 | 播放平台 | 劇名             | 角色   | 備註 |
| 2022 | NETFLIX  | 《少年法庭》     | 白夏璘 |      |
| 2022 | NETFLIX  | 《閃耀國度》     | J.D.   | 配角 |
| 2023 | WHYNOT   | 《只要動動手指》 | 金多恩 | 主演 |
| 2024 | JTBC     | 《玉氏夫人傳》   | 海剛   | 配角 |

### 電影
| 年份 | 片名        | 角色 | 性質 | 備註         |
| 2024 | 《Victory》 | 妍雨 | 配角 | 電影出道作品 |

## 外部連結
- 官方网站
- 徐秀熙的Instagram帳戶
- 徐秀熙在NAVER上的资料
- 徐秀熙在Daum上的资料
- 徐秀熙在HanCinema的頁面（英文）